# ليزلي ويلسون
ليزلي ويلسون (16 مارس 1859 - 15 أبريل 1944)  (بالإنجليزية: Leslie Wilson)‏ هو لاعب كريكت بريطاني (وحمل سابقاً جنسية المملكة المتحدة لبريطانيا العظمى وأيرلندا).

## وصلات خارجية
- ليزلي ويلسون على موقع إي آس بي آن كريك إنفو (الإنجليزية)